# 钉十字架 (丁托列托)
《钉十字架》是丁托列托的一幅大型布面油画，位于威尼斯圣罗格大会堂的阿尔贝加厅（Sala dell'Albergo）。这幅画绘制于1565 年，署有画家签名和日期 。这幅画是基督教宗教艺术史上最具戏剧性的耶稣受难图之一。 